# Китан Василев
Китан Светославов Василев (роден на 19 февруари 1997 г.) е български футболист, който играе на поста дясно крило. 

## Кариера
Василев е юноша на Пирин (Благоевград) и Славия.
На 17 май 2014 г. дебютира за мъжкия отбор на "белите" при победата с 2:0 като домакин на Пирин (Гоце Делчев).

### Хебър
На 30 декември 2021 г. Китан е обявен за ново попълнение на Хебър. Прави дебюта си на 27 февруари при победата с 3:0 като домакин на втория отбор на Ботев (Пловдив).

### Пирин Благоевград
На 1 юли 2022 г. подписва с Пирин (Благоевград). Записва своя дебют за тима на 9 юли при загубата с 2:1 като гост на Локомотив (Пловдив).

### Крумовград
На 10 януари 2023 г. Василев се присъединява към отбора на Крумовград. Дебютира на 13 февруари при равенството 0:0 като домакин на Спортист (Своге).

## Национална кариера
На 5 септември 2017 г. Василев дебютира за националния отбор на България до 21 г., в мач от квалификациите за Европейско първенство по футбол за младежи през 2019 г. срещу националния отбор на Люксембург до 21 г., спечелен от "червените лъвове" с 0:1.

## Успехи
Царско село
- Втора лига (1): 2018/19